# V for Victory: Gold-Juno-Sword
V for Victory: Gold-Juno-Sword est un jeu vidéo de type wargame développé par Atomic Games et publié par Three-Sixty Pacific en 1993 sur IBM PC et Apple Macintosh. Il est le quatrième volet de la série V for Victory et fait suite à V for Victory I: Utah Beach (1991), V for Victory II: Velikiye Luki (1992) et V for Victory III: Market Garden (1993) dont il reprend les mécanismes de jeu. Comme le premier volet de la série, il se déroule pendant la Seconde Guerre mondiale et simule le débarquement en Normandie,. Il se déroule sur une carte divisée en cases hexagonale. Les unités y sont caractérisées par leur attaque, leur défense, leur mouvement et leur portée mais aussi par leur niveau de fatigue et de moral. Chaque tour est divisé en trois phases et commence par une phase de planification lors de laquelle les joueurs planifient les actions de leur unité pour le tour,.
V for Victory: Gold-Juno-Sword est le dernier jeu développé par Atomic Games à être publié par Three-Sixty Pacific. En septembre 1993, l’éditeur est en effet dans l’incapacité de couvrir ses frais de développement, mais aussi d’assumer le payement des royalties à Atomic Games, ce qui débouche sur un différend sur la licence de la série. Atomic Games continue néanmoins de s’appuyer sur le moteur de jeu de V for Victory pour développer une nouvelle série de wargames, connue sous le nom de World at War, et qui incluT notamment Operation Crusader (1994), Stalingrad (1995) et D-Day: America Invades (1995), qui sont publiés par Avalon Hill.

## Accueil
| V for Victory: Gold-Juno-Sword |      |       |
| Média                          | Pays | Notes |
| Electronic Entertainment       | US   | 8/10  |
| PC Player UK                   | RU   | 4/5   |